# Апостолос Вакалопулос
Апостолос Евангелу Вакалопулос (на гръцки: Απόστολος Ευαγγέλου Βακαλόπουλος) е гръцки историк, специалист по византология и османското владичество на Балканите, универститетски преподавател.

## Биография
Вакалопулос е роден на 11 август 1909 година във Волос, Гърция. След като Солун остава в Гърция след Междусъюзническата война в 1913 година, семейството му в 1914 година се мести в столицата на Македония, където Апостолос учи в новооснования Философски факултет на Солунския университет. Специализира късновизантийска и новогръцка история. Първоначално работи като учител в средното образование през 30-те години. В 1939 година защитава докторат в Солунския университет. В 1943 година става доцент по история на съвременна Гърция във Философския факултет на Солунския университет, а в 1951 година – професор. Преподава в университета до пенсионирането си през 1974 година.
Вакалопулос е автор на много исторически трудове – студии, статии, включително „История на Солун 316 г. пр. Хр. – 1983 г.“ (1983), както и важния му осемтомник „История на съвременния елинизъм“ (от 1962 г. нататък).
Вакалопулос е член-основател на Обществото за македонски изследвания и е постоянно избиран в Съвета на директорите на дружеството. Член на редакционния съвет на списанията „Елиника“, „Македоника“ и „Болкан Стадис“, президент на Института за балкански изследвания, той работи систематично върху историята на Македония.
Умира в Солун на 10 юли 2000 година.